# 克理索
克理索（Celsus），又译塞尔修斯、瑟尔索、克爾蘇斯。生卒年不祥，为2世纪罗马帝国的哲学家。

## 作品
他很可能是在马可·奥勒留皇帝统治时期（161-180年）写了一本反基督教的书，名为《真教义》（On the True Doctrine）。此书已经不存在。  他熟悉犹大教与基督教的经典，捍卫罗马传统多神宗教。克理索是第一位以传统价值观和古代宗教的名义，以罗马政府要求的公民职责名义反对基督教信条。同时为哲学理性相对于基督教信仰的优先性辩护的人。

## 观点
他批评基督教的观点主要：首先，他认同罗马的流行宗教，他否认耶稣具有任何神性，只是一个普通的犹太人，基督徒把耶稣当作神的独子来崇拜；其次他把基督信仰当作一种新的哲学来看待，而且还是一种低劣的哲学，他认为犹太人和基督徒显然不可能纳入他所支持的宗教、哲学和政治体系之中。也就是说，他维护多神论与一神论的混合； 还有，他认为基督教义是罗马帝国的威胁，鼓动基督徒放弃信仰，归信罗马的多神国教，第四他认为，基督教信仰强调毫无理性的“单纯相信，引思想简单、缺乏文化的人做信徒，确保它的巨大成功有时甚至认为它们是一种毫无价值的迷信，只能优先在老年妇女、孩子和奴隶中吸收信徒，这种宗教对罗马帝国无益。